# Discopulvinulina
Discopulvinulina es un género de foraminífero bentónico considerado un sinónimo posterior de Discorbinella de la subfamilia Discorbinellinae, de la familia Discorbinellidae, de la superfamilia Discorbinelloidea, del suborden Rotaliina y del orden Rotaliida. Su especie tipo era Rosalina bertheloti. Su rango cronoestratigráfico abarca el Holoceno.

## Clasificación
Discopulvinulina incluía a las siguientes especies:
- Discopulvinulina bertheloti
- Discopulvinulina crassipara
- Discopulvinulina cushmani
- Discopulvinulina hofkeri
- Discopulvinulina hyalina
- Discopulvinulina macropora
- Discopulvinulina nagaoi
- Discopulvinulina pacifica
- Discopulvinulina pirabensis
- Discopulvinulina pseudolobatula
- Discopulvinulina stachi

En Discopulvinulina se ha considerado el siguiente subgénero:
- Discopulvinulina (Mississippina), aceptado como género Mississippina